# Der Hase und der Fuchs (Schwank)

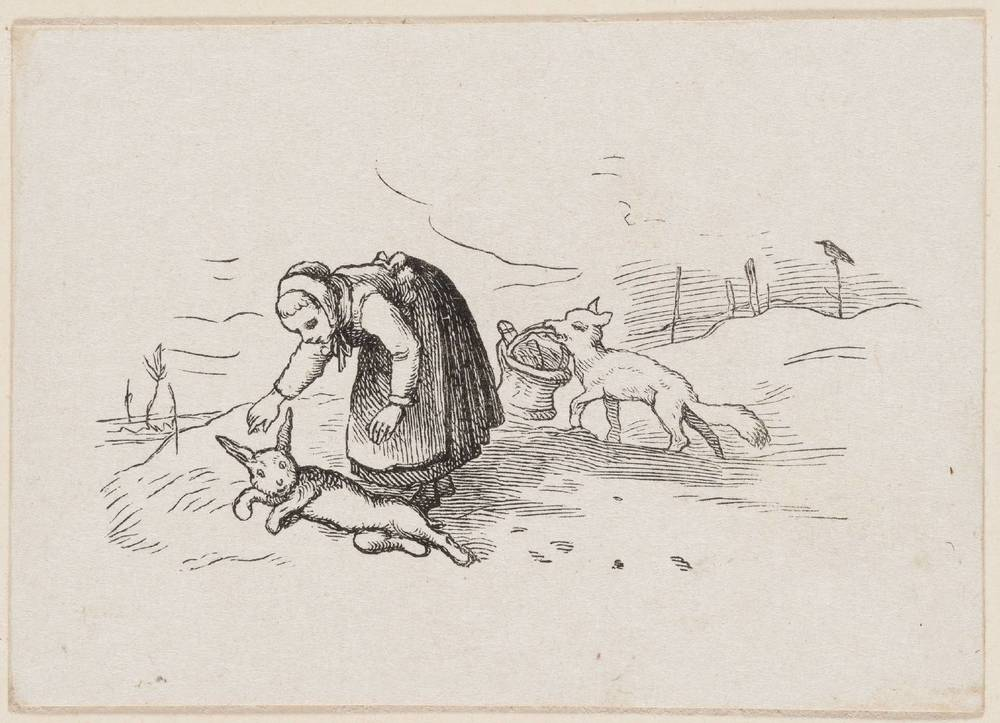
Holzschnitt, Ludwig Richter

Der Hase und der Fuchs ist ein Schwank (AaTh 1*, 2). Er steht in Ludwig Bechsteins Deutsches Märchenbuch an Stelle 29 (1845 Nr. 37) und stammt aus seinem Thüringen in der Gegenwart, 1843.

## Inhalt

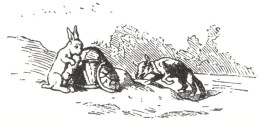
Holzschnitt, Ludwig Richter

Hase und Fuchs darben im Winter. Als ein Mädchen mit Semmelkorb kommt, hat der Fuchs die Idee: Der Hase stellt sich tot, und während sie sich nach dem guten Hasenfell bückt, schnappt der Fuchs den Korb. Es klappt, aber der Fuchs will alles allein, was der Hase merkt. An einem See rät er ihm, den Schwanz ins Wasser zu hängen, dass Fische anbeißen. Der Fuchs friert fest. Der Hase frisst langsam die Semmeln und geht. Der Fuchs bellt ihm nach.

## Herkunft
Laut Bechstein „Mündlich in Thüringen“, steht der Tierschwank laut Hans-Jörg Uther in Bechsteins Thüringen in der Gegenwart, 1843. Er zeigt die Welt in düsteren Farben. Statt wie in Bechsteins Der Hahn und der Fuchs, unterliegt hier der Fuchs, wie in Der Fuchs und der Krebs, Grimms Der Fuchs und die Katze und Anmerkung zu Der Wolf und der Fuchs.